# La colección invisible
La colección invisible es un relato corto de Stefan Zweig publicado en 1925. De manera magistral, el autor desarrolla un drama que debió ser muy común en los años de la hiperinflación económica de la década de los 20 en Alemania. Fue incluido en su tomo Caleidoscopio.

## Sinopsis
Un anciano funcionario, había dedicado su vida a coleccionar con grandes sacrificios grabados de famosos maestros (trabajos de Rembrandt, de Mantegna, de Durero) atesorando la mejor colección de Alemania. Ciego desde antes de la Primera Guerra Mundial, una vez acabado el conflicto bélico, su mujer y su hija le ocultaron la mala situación económica en la que estaban, mientras él seguía pensando que habían ganado la guerra. Pero la realidad es que la pensión no daba ni para comer, y ellas empezaron a vender los grabados, y a insertar copias para que el anciano no se diera cuenta, pues todas las tardes cogía sus carpetas y recordaba cada detalle de los grabados enseñándolos con orgullo y disfrutando como si fueran los originales.
Un pasante de arte le visita para preguntarle sobre su colección y se verá envuelto en un piadoso engaño para no alterar al anciano.

## Cine
En 1953 el director de cine alemán Hanns Farenburg realizó una película basada en la novela, protagonizado por Käthe Haack, Hermann Lenschau, Inge Schmidt y Ernst Stahl-Nachbaur.